# 크리스토프 오노레
크리스토프 오노레(Christophe Honoré, 1970년 4월 10일 ~ )는 프랑스의 영화 감독, 작가이다.

## 작품 목록
- 세실 카사르, 17번 (2002)
- 내 어머니 (2004)
- 파리에서 (2006)
- 러브 송 (2007)
- 레나를 위한 계획짜기 (2009)
- 맨 앳 베스 (2010)
- 비러브드 (2011)
- 변신 (2014)
- 소피스 미스포춘 (2016)
- 쏘리 앤젤 (Plaire, aimer et courir vite, 2018)
- 마법에 빠졌어요 (2019)
- 마르첼로 미오 (2024)